# Cokitalia
Cokitalia - Cokeria Italiana S.P.A. era una azienda italiana che operava nel settore della distillazione del fossile, e quindi coke.

## Storia
Nasce a Vado Ligure nel 1935 come consorzio tra Italgas e Montecatini con stabilimento a San Giuseppe di Cairo per possedere un impianto di azoto da estrarre dal gas di carbon fossile. Presto però diviene la maggiore cokeria italiana. Partecipata dal gruppo EGAM, attraverso Vetrocoke Cokapuania, e da Italgas, con DL 103/77 che disponeva la soppressione dell'ente, viene trasferita in Eni, attraverso SAMIM, la finanziaria appositamente creata da Eni, per ricevere le partecipazioni Egam e nel 1980 viene raggruppata in Italiana Coke.

## Fonti
- Cokitalia, su corsi.storiaindustria.it.
- Cokitalia (PDF), su alpcub.com.